# Ian Woosnam
Ian Woosnam, OBE (* 2. März 1958 in Oswestry, Shropshire, England) ist ein walisischer Profigolfer und ehemaliger Weltranglisten-Erster. Sein Spitzname ist „Woosie“.
Mit dem Golfsport begann er im Llanymynech Golf Club, der teils in England, teils in Wales liegt. Woosnam ist einer der „Big Five“, einer Gruppe von Weltklasse-Golfern, die alle innerhalb von 12 Monaten geboren wurden, mindestens ein Major gewonnen und Europa im Ryder Cup konkurrenzfähig gemacht haben. Die anderen sind Seve Ballesteros, Nick Faldo, Bernhard Langer und Sandy Lyle.

## Karriere
Trotz seiner geringen Größe von 1,64 m ist Woosnam ein kraftvoller Golfer. Als Amateur spielte er mit Sandy Lyle in regionalen Wettbewerben im englischen Bezirk Shropshire. 1976 wurde er Professional und startete 1979 bei der European Tour. Nach drei eher durchwachsenen Jahren kam 1982 der Durchbruch mit dem Sieg bei den Swiss Open. In den Folgejahren klassierte sich Woosnam bis 1997 insgesamt 13-mal unter den Top 10 der Geldrangliste, die er 1987 und 1990 gewinnen konnte. 1990 gelang ihm als ersten Golfer, weltweit die magische 1 Million £ Grenze in einer Saison zu übertreffen.
Nach einem dritten Platz bei der Open Championship 1986, erreichte Woosnam im Jahre 1991 seine größten Erfolge, den ersten Platz in der Weltrangliste, für insgesamt 50 Wochen und seinen ersten (und einzigen) Major Sieg, beim Masters Tournament in Augusta, Georgia.
In den späten 1990er-Jahren schwand seine Form, aber 2001 bei der Open Championship wäre Woosnam beinahe ein spektakuläres Comeback gelungen. Ein Fehler seines Caddies (ein Schläger zu viel im Golfbag) brachte ihm jedoch in der Finalrunde zwei Strafschläge ein, am Ende wurde er „nur“ Dritter und feuerte den Missetäter. Im selben Jahr siegte Woosie bei der Wentworth World Match Play Championship und wurde zum ersten Spieler, der diese prestigeträchtige Trophäe in 3 Dekaden gewinnen konnte.
Woosnam war achtmal in Folge Mitglied des europäischen Ryder Cup Teams (1983 bis 1997), und obwohl er kein Einzelmatch gewonnen hat, ist seine Bilanz mit 14 Siegen bei 12 Niederlagen und 5 Remis mehr als respektabel. 2002 war er Vizekapitän und 2006 hat er die Mannschaft als Kapitän beim Ryder Cup zum höchsten Sieg auf europäischem Boden angeführt.
Insgesamt hat Woosnam 28 Turniere der PGA European Tour gewonnen und viele weitere weltweit. Er lebt heute auf Jersey.

## Ehrungen
- Order of the British Empire 1992
- World Golf Hall of Fame 2017

## European-Tour-Siege
- 1982: Ebel Swiss Open
- 1983: Silk Cut Masters
- 1984: Scandinavian Enterprise Open
- 1986: Lawrence Batley International T.P.C.
- 1987: Trophée Lancôme, Bell's Scottish Open, Cepsa Madrid Open, Jersey Open
- 1988: Panasonic European Open, Carroll’s Irish Open, Volvo PGA Championship
- 1989: Carroll's Irish Open
- 1990: Epson Grand Prix of Europe, Bell's Scottish Open, Torras Monte Carlo Open, Amex Med Open
- 1991: Torras Monte Carlo Golf Open, Fujitsu Mediterranean Open
- 1992: European Monte Carlo Open
- 1993: Trophée Lancôme, Murphy's English Open
- 1994: Dunhill British Masters, Air France Cannes Open
- 1996: Volvo German Open, Scottish Open, Heineken Classic, Johnnie Walker Classic
- 1997: Volvo PGA Championship

## Andere Turniersiege inkl. PGA Tour
- 1979: News of the World Under-23 Match Play Championship
- 1982: Cacharel Under-25 Championship
- 1985: Zambian Open
- 1986: '555' Kenya Open
- 1987: Suntory World Match Play Championship, Hong Kong Open, Million Dollar Challenge (Südafrika), World Cup (Team (mit David Llewellyn) und Sieg in der Einzelwertung)
- 1988: Welsh Pro Championship
- 1989: World Cup (Einzelwertung)
- 1990: Suntory World Match Play Championship
- 1991: The Masters (PGA Tour), USF&G Classic (PGA Tour), PGA Grand Slam of Golf (USA)
- 1997: Hyundai Motor Masters (Südkorea)
- 2001: Cisco World Match Play Championship

Major Championships sind fett gedruckt.

## European Seniors Tour Siege
- 2008: Parkridge Polish Seniors Championship, Russian Seniors Open
- 2009: Irish Seniors Open
- 2011: Berenberg Bank Masters
- 2014: Dutch Senior Open

## Resultate in Major Championships
| Turnier               | 1982 | 1983 | 1984 | 1985 | 1986 | 1987 | 1988 | 1989 | 1990 | 1991 | 1992 | 1993 | 1994 | 1995 | 1996 | 1997 | 1998 | 1999 |
| --------------------- | ---- | ---- | ---- | ---- | ---- | ---- | ---- | ---- | ---- | ---- | ---- | ---- | ---- | ---- | ---- | ---- | ---- | ---- |
| The Masters           | DNP  | DNP  | DNP  | DNP  | DNP  | DNP  | CUT  | T14  | T30  | 1    | T19  | T17  | T46  | T17  | T29  | T39  | T16  | T14  |
| US Open               | DNP  | DNP  | DNP  | DNP  | DNP  | DNP  | DNP  | T2   | T21  | T55  | T6   | T52  | CUT  | T21  | T79  | CUT  | CUT  | DNP  |
| The Open Championship | CUT  | CUT  | CUT  | T16  | T3   | T8   | T25  | T49  | T4   | T17  | T5   | T51  | CUT  | T49  | CUT  | T24  | T55  | T24  |
| PGA Championship      | DNP  | DNP  | DNP  | DNP  | T30  | CUT  | WD   | 6    | T31  | T48  | CUT  | T22  | T9   | CUT  | T36  | CUT  | T29  | CUT  |

| Turnier               | 2000 | 2001 | 2002 | 2003 | 2004 | 2005 | 2006 | 2007 | 2008 | 2009 | 2010 | 2011 | 2012 | 2013 | 2014 | 2015 | 2016 | 2017 | 2018 |
| --------------------- | ---- | ---- | ---- | ---- | ---- | ---- | ---- | ---- | ---- | ---- | ---- | ---- | ---- | ---- | ---- | ---- | ---- | ---- | ---- |
| The Masters           | T40  | CUT  | CUT  | CUT  | CUT  | CUT  | CUT  | WD   | 44   | CUT  | CUT  | CUT  | CUT  | CUT  | CUT  | CUT  | CUT  | CUT  | CUT  |
| US Open               | DNP  | DNP  | DNP  | DNP  | DNP  | DNP  | DNP  | DNP  | DNP  | DNP  | DNP  | DNP  | DNP  | DNP  | DNP  | DNP  | DNP  | DNP  | DNP  |
| The Open Championship | T68  | T3   | T37  | 72   | DNP  | CUT  | DNP  | DNP  | DNP  | DNP  | DNP  | DNP  | DNP  | DNP  | DNP  | DNP  | DNP  | DNP  | DNP  |
| PGA Championship      | CUT  | T51  | CUT  | DNP  | CUT  | DNP  | DNP  | DNP  | DNP  | DNP  | DNP  | DNP  | DNP  | DNP  | DNP  | DNP  | DNP  | DNP  | DNP  |

| Turnier               | 2019 | 2020 | 2021 |
| --------------------- | ---- | ---- | ---- |
| The Masters           | CUT  | DNP  | CUT  |
| PGA Championship      | DNP  | DNP  | DNP  |
| US Open               | DNP  | DNP  | DNP  |
| The Open Championship | DNP  | KT   | DNP  |

DNP = nicht teilgenommen (engl. did not play)

WD = aufgegeben (engl. withdrawn)

DQ = disqualifiziert

CUT = Cut nicht geschafft

„T“ geteilte Platzierung (engl. tie)

KT = Kein Turnier (wegen Covid-19)

Grüner Hintergrund für Siege

Gelber Hintergrund für Top 10

## Mannschaftswettbewerbe
- World Cup (Wales): 1980, 1982, 1983, 1984, 1985, 1987 (Sieger und Einzelsieger), 1991, 1992, 1993, 1995, 1996, 1997, 1998, 2003.
- Hennessy Cognac Cup: 1982 (Sieger), 1984
- Ryder Cup: 1983, 1985 (Sieger), 1987 (Sieger), 1989 (remis - Cup verteidigt), 1991, 1993, 1995 (Sieger), 1997 (Sieger), Vizekapitän 2002 (Sieger), Kapitän 2006 (Sieger).
- Alfred Dunhill Cup (Wales): 1985, 1986, 1988, 1989, 1990, 1991, 1993, 1995, 2000
- Four Tours World Championship: 1985, 1986, 1987, 1988, 1990
- Seve Trophy: (Großbritannien & Irland): 2000, 2002 (Sieger)
- UBS Cup: 2001, 2002, 2003, 2004